# Cueva de Gilindire
La cueva de Gilindire (en turco: Gilindire Mağarası), también conocida como cueva de Aynalıgöl, es una cueva situada en Aydıncık, Mersin, al sur de Turquía. Fue descubierta por un pastor en 1999. Gilindire fue el antiguo nombre de la ciudad de Aydıncık hasta 1965.

## Ubicación y acceso
La cueva de Gilindire se encuentra a unos 7,5 km al sureste de la punta de Sancak y el arroyo Kurtini, en el distrito de Aydıncık, que forma parte de la provincia de Mersin. Su entrada da al mar Mediterráneo, y frente a la cueva hay un pequeño pueblo. Se puede acceder a la cueva por mar mediante un viaje en barco de 1+1⁄2 horas desde Aydıncık, o por tierra mediante un paseo de 15 minutos desde la autopista Antalya-Mersin. Una escalera de acero conduce a la entrada de la cueva desde arriba.

## Descripción
La cueva de Gilindire se extiende por una superficie de 107 ha (1.070.000 m2). Su entrada se encuentra en un acantilado a 46 m sobre el nivel del mar. La cueva tiene una longitud total de 555 m y un espacio libre de 22 m. Se trata de una cueva poligénica fosilizada de desarrollo horizontal.
La cueva presenta una gran cantidad de estalagmitas, estalactitas, así como "piedras de goteo de pilares, paredes y cortinas, piedras de filtración y agujas de cueva" que dividen el interior en muchas cámaras. En la parte posterior de la cueva hay un lago de 140 m de largo, 18-30 m de ancho y 5-47 m de profundidad, rodeado de piedras de goteo y pilares. La cueva recibe el nombre de Aynalıgöl (literalmente: lago de los espejos) en el lenguaje común, en referencia a la presencia del lago.
Algunas partes de la galería principal de la cueva están habitadas por murciélagos . Fuera de la cueva, las bahías cercanas son el hábitat de la foca monje del Mediterráneo.

## Exploración
La cueva de Gilindire fue descubierta por un pastor en 1999. Cuando la empresa estatal Mineral Research and Exploration Co. (MTA) emprendió trabajos de exploración en la cueva, descubrió el lago al final de la cueva, a 450 m de la entrada. En 2002, dos fotógrafos turcos llegaron a la cueva por mar y tomaron fotos para la revista Atlas tanto en la cueva como bajo el agua en el lago. Los arqueólogos encontraron en la cueva tiestos pertenecientes a los periodos del Neolítico, la Edad del Cobre y la Primera Edad del Bronce.
Según un estudio realizado por expertos, la cueva se formó al principio de la fase de transición tras el último cambio climático glacial del periodo cuaternario, cuando el mar Mediterráneo subió 70 m, inundando el fondo de la cueva. El cambio en el régimen hidrológico ayudó a preservar las formaciones de la cueva, como las estalagmitas y las estalactitas. Al estar bajo el agua, no se han visto afectadas por los cambios atmosféricos hasta la actualidad. El agua del lago es salobre hasta una profundidad de 12 m, mientras que las aguas más profundas son salinas
En 2013, la cueva de Gilindire fue designada reserva natural por el Ministerio de Gestión Forestal y del Agua. Se abrió al público y se ha convertido en una atracción turística.